# الموسوعة العالمية للشعر العربي
الموسوعة العالمية للشعر العربي) (اختصارًا: أدب) هي موقع على شبكة الإنترنت يهتم بالأدب العربي والشعر العربي خصوصًا، ويحتوي على قصائد شعرية من العصر الجاهلي القديم وكذلك على دواوين العرب الشعرية القديمة والحديثة.

## أقسام الموقع
وقد قسم إلى أربعة أقسامِ رئيسية وهي:
- الشعر العربي الفصيح
- الشعر العامي باللهجة العامّية لكل بلد
- الشعر العالمي مُصحّحًا للعربية
- الشعر العربي مترجمًا للغة الأنجليزية[1]

وينقسم الشعر العربي الفصيح إلى قسمين: 
- الشعر العربي القديم: ويشمل هذا القسم الشعر العربي القديم في عصوره المختلفة، عبر أربعة أقسام رئيسية: 
  - شعراء العصر الجاهلي.
  - شعراء العصر الإسلامي.
  - شعراء العصر العباسي.
  - شعراء العصر الأندلسي.[2]

## دار أدب للنشر والتوزيع
مبادرة دار أدب للنشر والتوزيع، متخصصة في قطاع الترجمة، والنشر والتوزيع، وتهتم بالتنمية الوعي والفكر الإنساني.